# Kairlindach

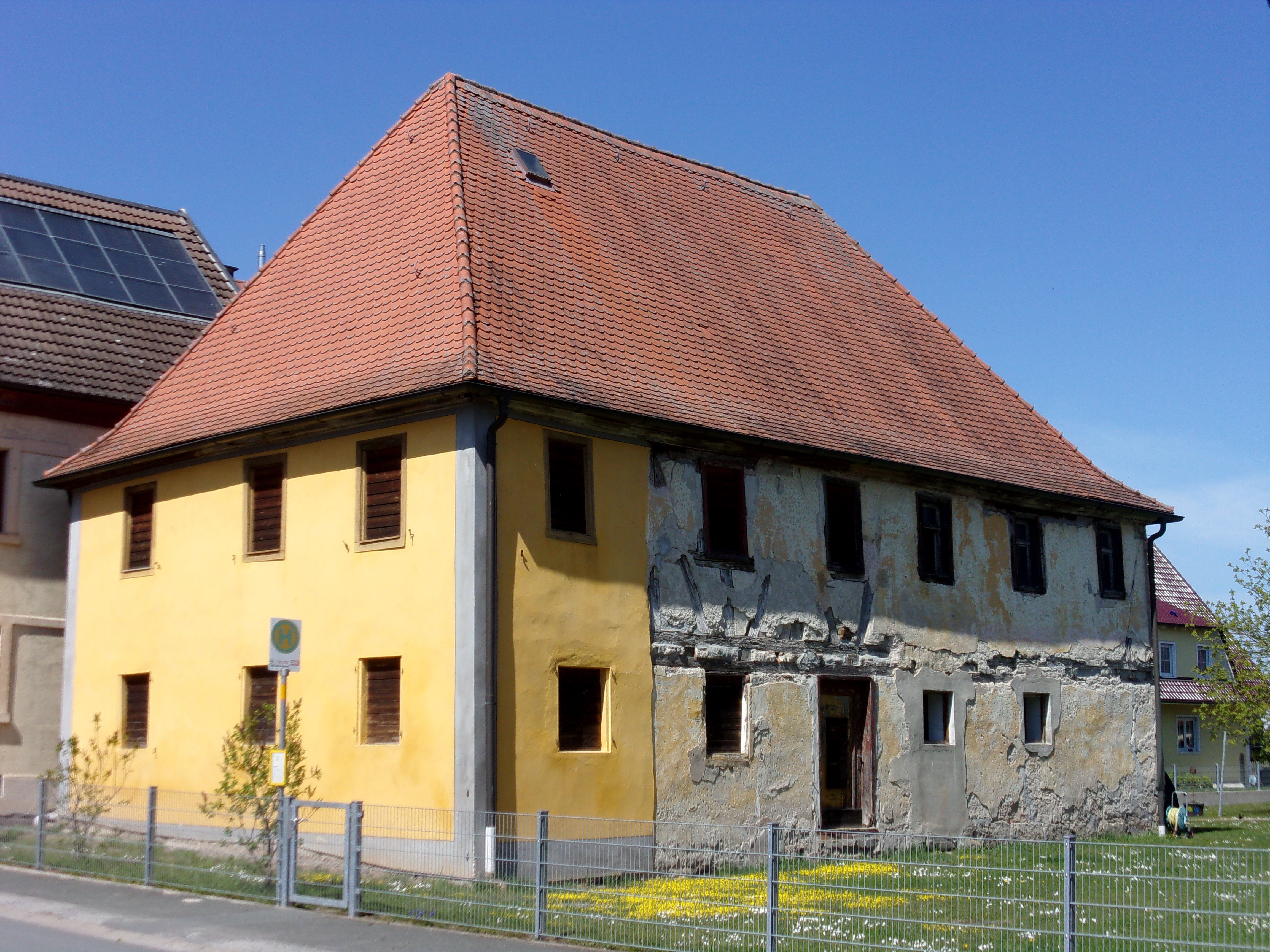
Walmdachbau (Ehemalige Judenschule)

Kairlindach ist ein Gemeindeteil des Marktes Weisendorf im Landkreis Erlangen-Höchstadt (Mittelfranken, Bayern). Die Gemarkung Kairlindach hat eine Fläche von 4,750 km². Sie ist in 466 Flurstücke aufgeteilt, die eine durchschnittliche Flurstücksfläche von 10193,70 m² haben.

## Geografie
Das Pfarrdorf liegt im Aischgrund. Im Ort fließen Wolfsbach, Auweiherbach und Litzenaugraben zur Lindach zusammen, einem rechten Zufluss des Mohrbachs. Dieser fließt links in den Seebach. Der Auweiherbach speist unmittelbar südlich des Ortes den Kirch- und die Kairlindachweiher. Sonst ist der Ort von Acker- und Grünland mit vereinzeltem Baumbestand umgeben. Im Norden liegt die Flur Pfarrfeld, im Südwesten befindet sich der Lerchenknock (307 m ü. NHN) und im Süden der Hummelberg (312 m ü. NHN).
Die Kreisstraße ERH 27 verläuft nach Mechelwind (2,3 km nordwestlich) bzw. nach Reinersdorf zur Staatsstraße 2259 (0,9 km südlich). Eine Gemeindeverbindungsstraße führt nach Neuenbürg (1,5 km östlich), eine weitere nach Oberlindach zur Staatsstraße 2263 (2,3 km westlich). Durch den Ort führt der Fränkische Marienweg.

## Geschichte
Der Ort entstand im Zuge der Würzburger Siedlungskolonisation. Lehnsherr war das Hochstift Würzburg. Ursprünglich hieß der Ort Lindach, dessen Name sich von einem gleichlautenden Gewässernamen ableitet. Das Bestimmungswort Linde weist darauf hin, dass er damals von Linden gesäumt war. Zur besseren Unterscheidung von den in der Nähe gelegenen Ober- und Niederlindach, möglicherweise Ausgründungen von Kairlindach, erhielt der Ort den Zusatz Kair-, was sich wohl von Kira (= Kirche) ableitet. 1317 war der Reichsministeriale Herdegen von Gründlach Lehensnehmer im Ort. 1379 war die Kirche von Kairlindach bereits Pfarrkirche. Die Pfarrrechte schienen in der Folgezeit allerdings wieder verlorengegangen zu sein und wurden erst im 16. Jahrhundert mit der Reformation 1528 wiedererlangt. Im Dreißigjährigen Krieg wurde das Dorf samt der Kirche verwüstet und verödete weitestgehend. Erst 1688 gab es wieder 26 bewohnte Häuser.
Gegen Ende des 18. Jahrhunderts gab es in Kairlindach 36 Anwesen. Das Hochgericht und die Dorf- und Gemeindeherrschaft übte das brandenburg-bayreuthische Kasten- und Jurisdiktionsamt Dachsbach aus. Alleiniger Grundherr war Brandenburg-Bayreuth: KJA Dachsbach (Kirche, Pfarrhaus, 7 Güter, 1 Schmiede, 1 Tropfgut, 3 Häuser), Verwaltung Uehlfeld (1 Hof, 1 Halbhof, 2 Viertelhöfe, 1 Schenkstatt, 5 Güter, 5 Häuser, 3 Tropfhäuser, 2 Häuslein, Gemeindehirtenhaus, Synagoge). Ein Wirtshaus mit Bräu unterstand den beiden Verwaltungseinheiten gemeinsam.
Von 1797 bis 1810 unterstand der Ort dem Justizamt Dachsbach und Kammeramt Neustadt. 1810 kam Kairlindach an das Königreich Bayern. Im Rahmen des Gemeindeedikts wurde 1811 der Steuerdistrikt Kairlindach gebildet, zu dem Ailersbach, Biengarten, Boxbrunn, Hesselberg, Mechelwind, Mohrhof, Oberlindach, Rezelsdorf, Sauerheim, Schmiedelberg und Sintmann gehörten.
1813 entstanden folgende Ruralgemeinden:
- Kairlindach mit Ailersbach, Biengarten, Boxbrunn, Hesselberg, Mechelwind, Mohrhof, Oberlindach und Schmiedelberg
- Sauerheim mit Mitteldorf, Rezelsdorf und Sintmann

Mit dem Zweiten Gemeindeedikt (1818) entstanden aus der Ruralgemeinde Kairlindach vier Ruralgemeinden:
- Boxbrunn mit Ailersbach, Biengarten und Mechelwind
- Hesselberg mit Mohrhof
- Kairlindach
- Oberlindach und Schmiedelberg[8][9]

Die Gemeinde Kairlindach war in Verwaltung und Gerichtsbarkeit dem Landgericht Neustadt an der Aisch zugeordnet und in der Finanzverwaltung dem Rentamt Neustadt an der Aisch. Am 12. Juli 1827 wurde die Gemeinde dem Landgericht Herzogenaurach überwiesen, am 1. Oktober 1847 auch dem Rentamt Herzogenaurach. Ab 1862 gehörte Kairlindach zum Bezirksamt Höchstadt an der Aisch (1939 in Landkreis Höchstadt an der Aisch umbenannt) und weiterhin zum Rentamt Herzogenaurach (1919–1929: Finanzamt Herzogenaurach, seit 1929: Finanzamt Erlangen). Die Gerichtsbarkeit blieb beim Landgericht Herzogenaurach (1879 in das Amtsgericht Herzogenaurach umgewandelt), seit 1959 ist das Amtsgericht Erlangen zuständig. Die Gemeinde hatte eine Gebietsfläche von 4,770 km².
Am 1. Mai 1978 wurde Kairlindach im Zuge der Gebietsreform in die Gemeinde Weisendorf eingegliedert.

### Baudenkmäler
- Kairlindacher Straße 20: Kleinbauernhaus
- Kairlindacher Straße 32: Pfarrhaus
- Kairlindacher Straße 33: Walmdachbau
- Kairlindacher Straße 36: Evangelisch-lutherische Pfarrkirche St. Kilian

### Einwohnerentwicklung
| Jahr      | 1818   | 1840   | 1852   | 1855   | 1861   | 1867   | 1871   | 1875   | 1880   | 1885   | 1890   | 1895   | 1900   | 1905   | 1910   | 1919   | 1925   | 1933   | 1939   | 1946   | 1950   | 1952   | 1961   | 1970   | 1987   | 2019  |
| Einwohner | 309    | 331    | 293    | 283    | 287    | 287    | 289    | 288    | 285    | 280    | 274    | 278    | 261    | 253    | 259    | 251    | 243    | 242    | 239    | 383    | 382    | 340    | 251    | 239    | 225    | 247   |
| Häuser    | 42     |        |        |        |        |        | 47     |        |        | 52     | 52     |        | 50     |        |        |        | 48     |        |        |        | 51     |        | 54     |        | 59     |       |
| Quelle    | [ 14 ] | [ 15 ] | [ 15 ] | [ 15 ] | [ 16 ] | [ 17 ] | [ 18 ] | [ 19 ] | [ 20 ] | [ 21 ] | [ 22 ] | [ 15 ] | [ 23 ] | [ 15 ] | [ 24 ] | [ 15 ] | [ 25 ] | [ 15 ] | [ 15 ] | [ 15 ] | [ 26 ] | [ 15 ] | [ 11 ] | [ 27 ] | [ 28 ] | [ 2 ] |

## Religion
Der Ort ist seit der Reformation evangelisch-lutherisch geprägt und nach St. Kilian (Kairlindach) gepfarrt. Die römisch-katholischen Einwohner sind nach Geburt Mariens (Hannberg) gepfarrt. Im Ort gab es ursprünglich auch eine Synagoge.